# Numerus (Hilfstruppe)

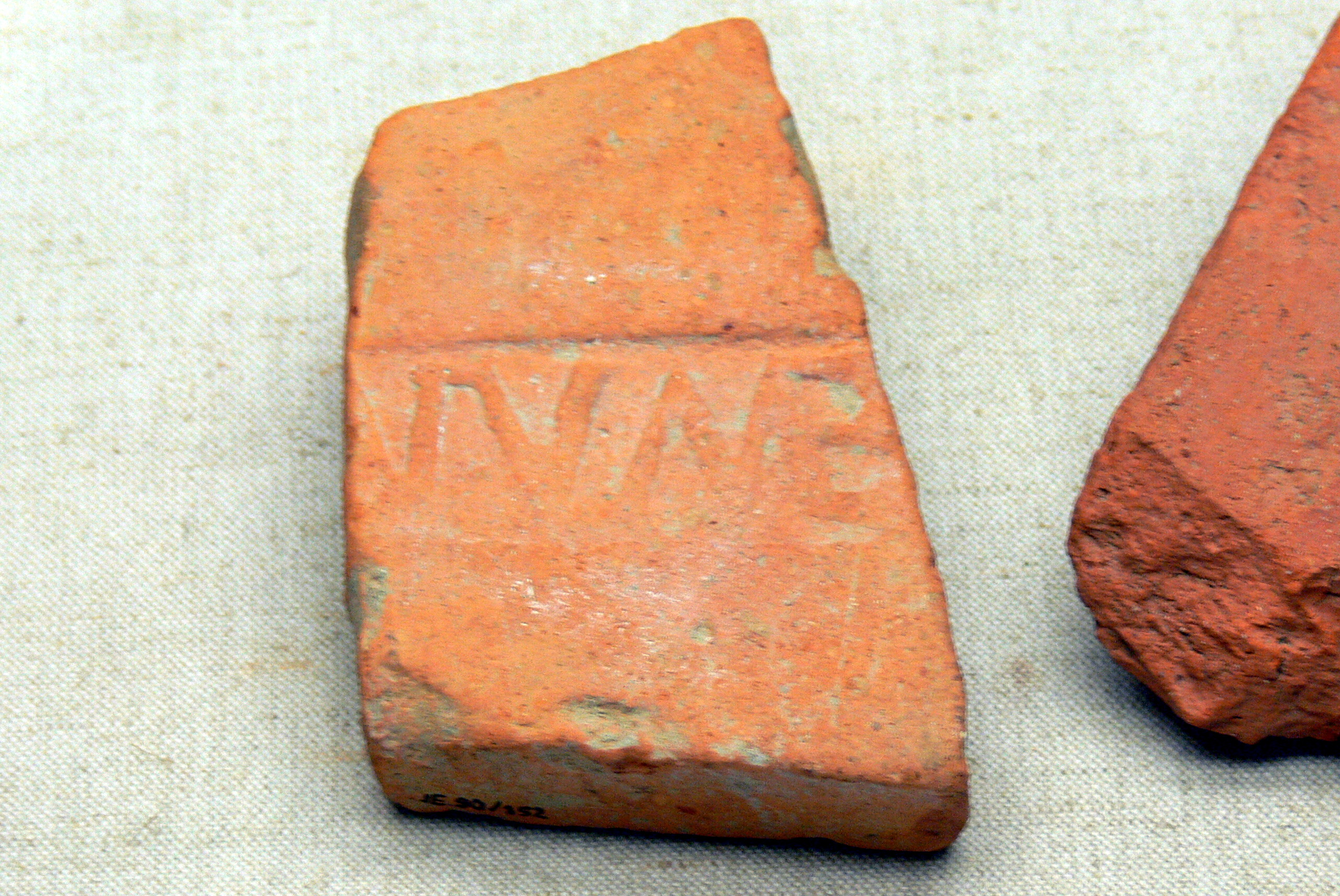
Numerus-Ziegelstempel aus Passau (3. Jahrhundert)

Als Numerus (lateinisch numerus, Plural numeri; wörtlich: „Zahl“, sinngemäß: „Einheit“) bezeichnet man eine kleine, meist selbstständig operierende Hilfstruppe des römischen Heeres für spezielle Aufgaben. Grundsätzlich wird zwischen so genannten ethnischen oder nationalen Numeri, die ursprünglich in bestimmten Gebieten des Imperiums (oder jenseits der Grenzen) ausgehoben wurden und Vexillationsnumeri, die aus bereits bestehenden Einheiten abkommandiert wurden, unterschieden.

## Definition und historische Entwicklung
Bereits Theodor Mommsen war bekannt, dass der Begriff Numerus in der römischen Militärorganisation zunächst eine bezüglich ihrer Aufgaben nicht näher definierte, beliebige Einheit der Armee bezeichnen und sich auch auf Legionen, Alen und Kohorten beziehen konnte. Ferner wurden auch spezielle Kommandos, wie die Frumentarii oder die Equites singulares so bezeichnet. Ab dem 2. Jahrhundert wurde der Begriff dann auch für zumeist um die Jahrhundertwende bei einzelnen Völkern oder Stämmen ausgehobene Einheiten verwendet. Numerus bedeutete ursprünglich einfach nur  „Einheit“. Solche Einheiten wurden anfangs nur im Bedarfsfall ausgehoben und nach Beendigung ihres Einsatzes wieder aufgelöst. Sie wurden mehr oder weniger als Irreguläre Truppen angesehen. In späterer Zeit wandelten sie sich zu stehenden Einheiten und wurden in das bestehende Heeresgefüge integriert. In der römischen Heeresorganisation zählten sie zu den Auxilia (Hilfstruppen).
Generell muss zwischen so genannten ethnischen oder nationalen Numeri, die ursprünglich in bestimmten Gebieten des Imperiums, aber auch jenseits der Grenzen ausgehoben worden waren und Vexillationsnumeri, die aus bereits bestehenden Einheiten abkommandiert wurden, differenziert werden, was aufgrund oft verwirrender Namensgebungen nicht immer leicht fällt, weswegen es im Laufe der Forschungsgeschichte zu mancherlei Missverständnissen gekommen ist. Das Problem der schon an sich nicht immer auf den ersten Blick einleuchtenden Namensgebungen wird noch zusätzlich erschwert durch den Umstand, dass die nationalen Numeri erst seit der Mitte des zweiten Jahrhunderts explizit als Numeri bezeichnet wurden (die Vexillationsnumeri noch später, siehe weiter unten). Für eine solche Entwicklung der Garnisonsnamen mag hier exemplarisch der Numerus Peditum Singularium Britannicianorum (ein Vexillationsnumerus) dienen, der inschriftlich zwischen 103 und 157 als Pedites Britannici, Pedites singulares Britannici oder Pedites singulares Britanniciani bezeichnet wurde, für 179 als Vexillatio peditum singularium Britannicianorum belegt ist und erst allmählich, nachweislich ab 142 den endgültigen Numerusnamen angenommen hat, womit in diesem Fall eine Überschneidungsphase von mindestens 37 Jahren zu konstatieren ist.
Der Numerus hatte im Normalfall eine Mannschaftsstärke von 160 Mann (zwei Centurien). Als Befehlshaber eines solchen Numerus wurde ein erfahrener Centurio einer Legion oder Auxiliartruppe abkommandiert, der als Praepositus numeri fungierte. Es sind aber auch Numeri mit einer Stärke von 500 und 1000 Soldaten bekannt. In diesen Fällen wurde ein Präfekt oder Tribun mit der Kommandogewalt betraut. In der Spätantike geschah dies häufiger, da sich in dieser Zeit die Numeri zum Teil erheblich vergrößerten. In der spätrömischen Armee (284–395), zählten die Numeri zu den Limitanei.

## Ethnische oder nationale Numeri
Die ethnischen Numeri entstanden zum Ende des ersten Jahrhunderts, als die ersten festen Kastelle an den Limites errichtet wurden. Sie wurden entfernt von ihren Herkunftsgebieten, dort aber zumeist dauerhaft, eingesetzt und ergänzten am Einsatzort die Alen und Kohorten. Sie waren von den Stipendia (Soldzahlungen des römischen Heeres) ausgenommen und es ist zum gegenwärtigen Forschungsstand nicht bekannt, in welcher Form sie stattdessen besoldet wurden. Grabsteininschriften (insbesondere aus Dakien) weisen jedenfalls darauf hin, dass auch der einfache Soldat eines Numerus zu einem bescheidenen Wohlstand gelangen konnte. Sie erhielten jedoch – im Gegensatz zu den Angehörigen der Vexillationsnumeri (siehe unten), der Alen und Kohorten – möglicherweise nicht automatisch zum Ende ihrer Dienstzeit das Römische Bürgerrecht.
Bei allen Numeri fällt auf, dass sie – im Gegensatz zu Legionen, Alen und Kohorten – neben ihren Truppennamen keine Ordnungszahl führen. Die nationalen Numeri wurden immer nach ihrer ursprünglichen ethnischen Herkunft bezeichnet, wie Numerus Brittonum (Numerus aus Britannien). In den Einheitsbezeichnungen waren oft auch ihre militärische Funktionen, wie bei den numeri defensorum (Verteidiger) oder den numeri exploratorum (Späher/Aufklärer) enthalten. Auch wurden ergänzende geografische Begriffe (Fluss- oder Quellennamen) des Einsatzortes verwendet,  wie beim Numerus Brittonum Elantiensium (an der Elz) oder beim Numerus Brittonum Murrensium (an der Murr). Inschriftlich sind folgende Gruppen nationaler Numeri bekannt:
- Die Brittones müssen von den älteren Britanni und cohortes Britannicae unterschieden werden. Die Bezeichnung Brittones bezieht sich auf zu Beginn der flavischen Zeit noch nicht unterworfene Briten. Sie erscheinen erstmals um das Jahr 85. Vermutlich sind sie als geschlossener Verband von Infanteristen nach Germanien gekommen und dort in einzelne Numeri aufgeteilt worden, die hauptsächlich zur Bewachung des Neckar-Odenwald-Limes eingesetzt wurden[10] und während des zweiten Jahrhunderts ausschließlich in der Provinz Germania superior nachgewiesen sind[11]. Ihre Numeruskastelle bedeckten durchschnittlich eine Fläche von 0,6 bis 0,8 ha. Ein gutes Beispiel hierfür und zudem das besterforschte Numeruskastell Deutschlands ist das Kastell Hesselbach am Odenwaldlimes. Das Lager verfügte über ein eigenes Stabsgebäude (Principia) und ein Kommandantenwohnhaus. Die rund 160 Mann zählende Besatzung war in vier Zenturien organisiert und dementsprechend auch in vier Baracken untergebracht. Numeri dieser Stärken bemannten möglicherweise auch benachbarte, kleinere Anlagen wie das Kleinkastell Rötelsee bei Welzheim (12 bis 20 Mann).[12]
- Die Frisii und Frisiavones sind epigraphisch in geringer Anzahl in Britannien belegt.[13] Sie stammten aus dem Gebiet des heutigen niederländischen und deutschen Frieslands, wobei die Frisiavones als zwischen Waal und Vlie[14] lebender Zweigstamm der Frisii angesehen werden, auch bezugnehmend auf Tacitus[15], der von maioribus minoribusque Frisiis (den größeren und kleineren Friesen) schrieb. Die friesischen Einheiten wurden nicht als Numeri, sondern als Cunei bezeichnet.[16]
- Die Hemeseni stammten ursprünglich aus der Provinz Syria. Eine Assoziation des Namens mit der syrischen Stadt Emesa ist denkbar, aber nicht gesichert, wie auch insgesamt nur wenig über diese Truppen bekannt ist. Die Hemeseni sind inschriftlich nur mit dem Numerus Hemesenorum am westlichen Rand der Sinai-Halbinsel, in El Qantara nachgewiesen.[17] Für eine Auxiliarkohorte gleichen Namens gibt es auch Belege vom Donaulimes.[18]
- Die Mauri waren ursprünglich im westlichen Maghreb ausgehoben worden. Sie gehen zurück auf die maurische Kavallerie des Lusius Quietus, der bereits unter Domitian in römischen Diensten gestanden hatte. Später nahm die Reiterei des Quietus erfolgreich an den Dakerkriegen des Trajan teil und findet sich auch auf der Trajanssäule dargestellt[19]. Ab wann sie in Dakien feste Quartiere bezogen hat, ist nicht gänzlich geklärt, die älteste inschriftliche Quelle verweist auf das frühe zweite Jahrhundert. Danach ist sie dann sicher für das Jahr 158 bezeugt.[20] Aufgrund der Umstände, dass sie zum einen ihre Erfolge in den Dakerkriegen selbständig operierend erzielte und dass zum anderen alle maurischen Numeri in Dakien von Praefekten befehligt wurden, kann möglicherweise auf eine überdurchschnittlich hohe Mannschaftsstärke von bis zu 500 Soldaten geschlossen werden. Während des zweiten Jahrhunderts sind die maurischen Numeri nur in Dakien bezeugt, wo sich im Laufe der Zeit möglicherweise Änderungen in der militärischen Struktur ergeben haben. Es finden sich in den Inschriften zwar der Eques und der Decurio der Kavallerie, aber auch der Miles und der Signifer der Infanterie, so dass von gemischten Einheiten ausgegangen werden kann, wobei der Numerus Maurorum Hispanorum[21]  sogar einen rein infanteristischen Schwerpunkt besaß. Während des zweiten Jahrhunderts kamen die maurischen Numeri ausschließlich in Dakien vor[22], erst im dritten Jahrhundert wurden sie zum Teil dort abgezogen[23] und an anderen Grenzabschnitten eingesetzt.[24]
- Die Palmyreni sagittarii (Bogenschützen aus Palmyra in der Provinz Syria) sind die epigraphisch am häufigsten vorkommenden nationalen Numeri.[25] Wie die Mauri haben sie wohl an den Dakerkriegen teilgenommen und sind ab dem Jahr 120 durch Militärdiplome als stehende Einheiten in Dakien bezeugt. Die Palmyreni scheinen ihre ethnische Homogenität über einen relativ langen Zeitraum bewahrt zu haben, vermutlich wurden sie aus nachgewiesenen, größeren orientalischen Gemeinden in der Nähe ihrer Kastelle aufgefrischt. Ein wenig überrascht, dass sie vermutlich zum größten Teil als Infanteristen gekämpft haben, denen lediglich  kleinere Reiterkontingente beigeordnet waren, was der herkömmlichen Anschauung von orientalischen Bogenschützen entgegen spricht. Neben ihrer Präsenz in Dakien ist auch ein Numerus Palmyrenorum im heutigen El Qantara, am westlichen Rand der Sinai-Halbinsel nachgewiesen.[26]
- Die Sarmatae (Soldaten aus Sarmatien; Sarmaten) gehen vermutlich auf die angeblich 8000 Reiter zurück, die von den Sarmaten dem römischen Heer während des ersten Markomannenkriegs um 175 gestellt werden mussten. 5500 dieser Kavalleristen sollen laut Cassius Dio nach Britannien kommandiert worden sein.[27] Die bei Cassius Dio angegebene Größenordnung der sarmatischen Kontingente wird in der wissenschaftlichen Literatur bezweifelt. Epigraphisch nachweisbar ist im dritten Jahrhundert ein Numerus Equitum Sarmartorum in Bremetennacum, dem heutigen Ribchester.[28]
- Die Suri sagittarii (Syrische Bogenschützen) entsprachen bezüglich Rekrutierungsgebiet, Bewaffnung, militärischer Funktion und Operationsgebiet den Palmyreni sagittarii. Epigraphisch umfangreich nachgewiesen ist der Numerus Surorum Sagittariorum, der zunächst in Romula auf dem Gebiet des heutigen Dobrosloveni, in der Provinz Dacia inferior stationiert war und dann in die Provinz Mauretania Caesariensis, in die Gegend des heutigen Maghnia abkommandiert wurde.[29]

Bei allen hier nicht aufgeführten Numeri muss davon ausgegangen werden, dass es sich um Vexillationsnumeri handelt, auch wenn der jeweilige Truppenname oberflächlich etwas anderes suggerieren mag.

## Vexillationsnumeri
Vexillationen, die über einen längeren Zeitraum unabhängig von ihrer Stammeinheit operierten und räumlich entfernt von dieser stationiert waren, nahmen nach einer gewissen Zeit ebenfalls die Bezeichnung numerus an. Dies geschah jedoch später, als bei den ethnischen Numeri und ist erst ab der Zeit des Septimius Severus (193 bis 211) epigraphisch belegt, gleichwohl darin kein Zusammenhang mit den severianischen Heeresreformen zu sehen ist. Bei ihrer Namensgebung liegt eine große, stark differierende Vielfalt vor, da es offenbar keine einheitliche Benennungspraxis gab. In Nordafrika wurden sie oft als Numerus Collatus oder Numerus Electorum bezeichnet, wodurch auf den ursprünglichen Truppenteil verwiesen worden ist. Zuweilen wurden sie nach den Provinzen benannt, aus deren Garnisonen sie abkommandiert worden waren (beispielsweise Numerus Equitum Illyricorum, Numerus Germanicianorum oder Numerus Peditum Singularium Britannicianorum). Eine weitere Variante war die Hervorhebung einer bestimmten militärischen Eigenschaft, wie beim Numerus Barcariorum. Die letzte Gruppe schließlich bildete ihre Namen aus dem Stationierungsort oder einer Lokalität in dessen Nähe, wodurch sie in der Vergangenheit oft fälschlich als nationale Numeri interpretiert worden sind. Beispiele hierfür sind der Numerus Cattharensium aus dem Kastell Alteburg und der Numerus Ursariensium aus Quadriburgium. Später wurden diese Namen als Traditionsnamen beibehalten, ohne noch einen konkreten Bezug zum Ursprung oder zur aktuellen Zusammensetzung der Truppe zu haben. Die Angehörigen der Vexillationsnumeri erhielten – im Gegensatz zu denen der ethnischen Numeri – regelmäßige stipendia und bekamen zu ihrer Entlassung aus dem Dienst automatisch das Römische Bürgerrecht verliehen.